# Morio Hatano
 (mai 2014).
Si vous disposez d'ouvrages ou d'articles de référence ou si vous connaissez des sites web de qualité traitant du thème abordé ici, merci de compléter l'article en donnant les références utiles à sa vérifiabilité et en les liant à la section « Notes et références ».
Morio Hatano (畑野森生, Hatano Morio) est un réalisateur japonais d'animation.

## Biographie
Sous contrat avec le studio Tōei Animation, Morio Hatano est notamment connu pour être le réalisateur de la saison 1 de Saint Seiya Omega.
Deux ans après avoir été embauché par le studio Tōei Animation, il débute dans la réalisation d'anime, sur les OAV de Saint Seiya : Chapitre Hades - Arc Sanctuaire, où il assiste le réalisateur Shigeyasu Yamauchi à la mise en scène, chargé de superviser les backgrounds et tout l'aspect matériel du processus d'animation, comme entre autres le Computer Graphics, le réalisateur d’épisode peut ainsi boucler le travail de mise en scène dans des délais plus soutenus.
Premier essai réussi dans la réalisation d'animation, il est rappelé plus tard par Shigeyasu Yamauchi sur le cinquième film de la franchise Saint Seiya : Tenkai-hen Josō: Overture, où il est cette fois-ci co-directeur du film, l'assistance à la mise en scène étant assurée par Masashi Tanaka.
Plus tard, et toujours pour le compte de la Toei, il signera la réalisation et storyboard d'épisodes, sur diverses séries, telles que One Piece, Digimon Tamers, Negibōzu no Asatarō, Kitaro le repoussant, Kaidan Restaurant, HeartCatch PreCure!, Suite PreCure♪.
En 2012, près de dix ans après ses débuts sur les OAV de Saint Seiya : Chapitre Hades - Arc Sanctuaire, la Tōei Animation lui confie pour la première fois un projet de réalisation, il s'agit de la dernière série animée en date, dérivée de l'univers Saint Seiya, Saint Seiya Omega,.
À partir de l'épisode 52, il est remplacé par Tatsuya Nagamine, qui avait déjà œuvré sur les OAV de Saint Seiya : Chapitre Hades - Arc Sanctuaire, dont Morio Hatano était assistant-réalisateur.
Il revient cependant en réalisateur d'épisode plus tard, sur les épisodes 65, 69 et 76.

## Filmographie
Source : allcinema.net et l’Encyclopédie d’ANN (sauf mention contraire)
- 2002-2003 : Saint Seiya : Meiō Hades Jūnikyū-hen (聖闘士星矢 冥王ハーデス十二宮編?) (OVA) - assistant-réalisateur[réf. nécessaire]
- 2003 : Digimon Tamers (série télévisée) - Directeur d'épisode, Storyboard (ep 6, 15, 25, 32, 41)
- 2004 : Saint Seiya, Tenkai hen josō (聖闘士星矢 天界編 序奏〜overture〜?) (film) - Co-Directeur[réf. nécessaire]
- 2005-2006 : One Piece (série télévisée) - Directeur d'épisode, Storyboard (ep 239, 247, 254, 261)
- 2007-2009 : Kitaro le repoussant  (série télévisée) - Directeur d'épisode, Storyboard (ep 5, 13, 29, 41, 50, 62, 76, 89, 98)
- 2008 : Negibōzu no Asatarō (série télévisée) - Directeur d'épisode, Storyboard (ep 35, 46)
- 2009-2010 : Kaidan Restaurant (série télévisée) - Directeur d'épisode, Storyboard (ep 3, 7)
- 2010-2011 : HeartCatch PreCure! (série télévisée) - Directeur d'épisode, Storyboard (ep 5, 15, 23, 33, 37, 44)
- 2011-2012 : Suite PreCure♪ (série télévisée) - Directeur d'épisode, Storyboard (ep 2, 10, 20, 36, 43)
- 2012-2013 : Saint Seiya Omega (série télévisée) - Réalisateur (ep 1 à 51), directeur d'épisode (ep 1, 27, 51, 65, 69, 76), Storyboard (Opening 1 et 2 + ep 1, 20, 27, 29, 51), Directeur d'unité (Opening 1 et 2)
- 2013 : Kyousougiga (série télévisée) - Directeur d'épisode, Storyboard (ep 1 en collaboration avec Rie Matsumoto, ep 6)[7]
- 2014 : HappinessCharge PreCure! (série télévisée) - Directeur d'épisode, Storyboard (ep 4)
- 2014 : Marvel Disk Wars: The Avengers (série télévisée) - Directeur d'épisode, Storyboard (ep 2)